# Alliance Fatah
L'Alliance Fatah (arabe : ائتلاف الفتح ; translittération : iʾtilāf al-fatḥ), ou Alliance de la conquête en français, est une coalition politique irakienne formée en vue des élections législatives de 2018. Les principales composantes du mouvement sont des groupes liés de près ou de loin aux Unités de mobilisation populaire, un regroupement de milices chiites qui se sont battues contre l'État islamique aux côtés de l'Armée Irakienne lors de la seconde guerre civile irakienne, entre 2014 et 2017.  
Elle est dirigée par Hadi al-Ameri, le chef de l'organisation Badr,,,.

## Composition
Parmi les membres officiels de l'alliance on peut citer l'organisation Badr, Asaïb Ahl al-Haq, les Kataeb Hezbollah et les brigades de l'imam Ali.
L’organisation Badr, dirigée par Hadi al-Ameri, faisait auparavant partie de la Coalition de l'État de droit qui gouvernait le pays depuis 2009, avant de s'en retirer en décembre 2017. 
L'Asaïb Ahl al-Haq (« La ligue des vertueux ») est quant à elle une scission du mouvement sadriste (aujourd'hui représenté par la coalition En Marche) créée en 2004 et qui s'est imposée comme un des principaux groupes armés irakiens impliqués dans la guerre civile syrienne,. Soutenue financièrement et militairement par la force Al-Qods, (une unité spéciale des Gardiens de la révolution iraniens, directement sous les ordres du guide suprême Ali Khamenei), beaucoup de ses membres auraient, comme d'autres sadristes, prêtés allégeance au Grand Ayatollah iranien Kazem Haeri. Son pendant politique est le bloc Al-Sadiqoun (en), fondé en 2014, et qui remporta un siège au parlement lors des élections législatives de la même année.

## Résultats électoraux

### Parlement irakien
D'après un sondage du Center for Strategic and International Studies publié en mars 2018, la coalition était supposée remporter 37 sièges lors des élections législatives irakiennes de 2018. 
| Année | Voix      | %     | Rang | Élus     | +/- |
| ----- | --------- | ----- | ---- | -------- | --- |
| 2018  | 1 366 789 | 13,16 | 2e   | 48 / 329 | Nv  |
| 2021  | 462 800   | 5,23  | 5e   | 17 / 329 | 31  |